# Iszkur
Iszkur – pomniejsze bóstwo burzy i pasterzy w mitologii sumeryjskiej. Za sprawą deszczów, które zsyłał, zieleniały łąki. W odróżnieniu od sumeryjskiego Ninurty, również boga burz, Iszkur patronował pasterzom, podczas gdy deszcz, zsyłany przez Ninurtę, powodował nawadnianie pól uprawnych. Mity, w których występował Iszkur, odzwierciedlają niepokój, jaki mieli mieszkańcy Sumeru, gdy pora deszczowa ustawała zbyt wcześnie (np. mit o uwięzieniu Iszkura w górach).
We wczesnym etapie religii sumeryjskiej Iszkur występował pod postacią byka lub lwa, których głos przypominał grzmot burzy. Po antropomorfizacji go w późniejszym okresie rozwoju religii Iszkur przedstawiany był jako wojownik w unoszącym się do nieba rydwanie, którego stukot również przypominał odgłosy burzy, a rozpryskiwane spod kół kamienie symbolizowały krople deszczu. Przed nim podążał jego doradca – piorun. Płaszcz Iszkura okrywał wówczas ziemię, a jego donośny głos niepokoił bogów i ludzi.
Według dwóch znanych wersji Iszkur był synem Nanny lub Ana. W pierwszym przypadku jego rodzeństwem byli Utu i Inanna, w drugim – Enki. Logiczne, by był spokrewniony z Enki, jednak nie da się ustalić, która wersja jest wcześniejsza i jaki czynnik spowodował powstanie wersji alternatywnej.
W mitologii semickiej Iszkur był utożsamiany z Adadem.